# Ferruccio Martinelli
Ferruccio Silvio Pietro Martinelli (Brescia, 27 ottobre 1908 – Milano, 5 dicembre 1989) è stato un compositore e arrangiatore italiano.

## Biografia
Diplomato al Conservatorio Verdi di Milano in pianoforte, arpa e composizione, inizia a lavorare nel 1928 presso compagnie di rivista, dapprima come pianista, in seguito come arrangiatore e direttore d'orchestra.
Collabora con vari artisti noti: Isa Bluette, Macario, Wanda Osiris, Nuto Navarrini, Marisa Maresca, Walter Chiari, Erika Sandri, Ugo Tognazzi, Sandra Mondaini, Gino Bramieri, Pina Renzi, Raimondo Vianello, Tino Scotti.
Iscritto alla SIAE dal 1933 presso la sezione musica e DOR e nominato socio compositore dal 1951. Ha svolto tournée fuori dall'Italia. Nel 1952 si trasferisce in Messico, deciso a restarvi per sempre; ma due anni dopo rientra in Italia, preso dalla nostalgia, e riprende a lavorare. Durante la sua carriera ha composto musiche per alcune riviste che ha diretto.

## Composizioni
- Il ratto delle cubane (1933)
- Madama Poesia
- Il mondo in camicia (1940/41)
- Parata d'amore
- Vicino alle stelle (1941)
- Cosa succede a Copacabana? - Compagnia “Osiris – Dapporto” (1944/45)
- Viva le donne - Compagnia “Mariani - Sandri – Tognazzi” (1945)
- Ba Ta Clan - Compagnia “Maresca – Chiari” (1946)
- Il conte dei sospiri - Compagnia “De Rege – Sandri – Bonino” (1945/46)
- Sotto i ponti del Naviglio - Compagnia “T. Scotti – Pina Renzi” (1949/50)
- Addio vecchia periferia - Compagnia “Pina Renzi – Carotenuto” (1950)

Riviste musicate per Macario:
- Votate per Venere (1951/52)
- Pericolo rosa (1953)
- Forse che Sud forse che Nord  -  “B. Maggio – F. Sportelli – Irene D'Astrea” (1951)
- Ciao fantasma  -  “Giusti – Tognazzi” (1952/53)
- Bellissimo  -  “Scotti” (1957)
- Musiche documentari e film:
- Totò al Giro d'Italia
- L'impostore (con Jean Gabin)
- Canzoni per le strade (con A. Lualdi e L. Tajoli)

Tra le canzoni di maggiore popolarità:
- Ritorno a Santa Lucia
- Oggi ho ritrovato il mio cuore
- La canzone della strada (dal film omonimo con L. Tajoli)
- Amore mio ritorna
- Arrotino con Corrado Lojacono
- Bonsoire Madame (lanciata da Elena Giusti)
- Marchigianelle (vincitrice del 1º premio al Festival di Ancona 1958)
- Se la radio non ci fosse (trasmessa in radio periodo anteguerra)
- Ti parlerò d'amor (versi di Bracchi) per la rivista Che succede a Capo Cabana